# Muhammad Zia-ul-Haq
Vous lisez un « article de qualité » labellisé en 2019.
Pour les articles homonymes, voir Zia (homonymie).
Muhammad Zia-ul-Haq (en ourdou : محمد ضیاء الحق) est un militaire et homme d'État pakistanais, né le 12 août 1924 à Jalandhar en Inde britannique et mort le 17 août 1988 à Bahawalpur. En tant que chef de l'armée, il est l'instigateur d'un coup d’État contre le pouvoir civil et dirige le pays de manière autoritaire de 1977 jusqu'à sa mort. 
Nommé le 11 octobre 1976 chef de l'armée pakistanaise par le Premier ministre Zulfikar Ali Bhutto, Zia-ul-Haq renverse ce dernier lors d'un putsch le 5 juillet 1977. Il met un terme à la politique socialiste de son prédécesseur, qui sera pendu en 1979. Zia-ul-Haq est officiellement président de la république du 16 septembre 1978, sans jamais avoir été élu, jusqu'à sa mort en 1988 dans le crash de son avion, un « sabotage probable ». 
La Constitution a été suspendue durant près de sept des onze années qu'il a passées au pouvoir, de sorte qu'il est généralement considéré comme un dictateur. Il est par ailleurs le dirigeant pakistanais à la plus forte longévité. Au pouvoir, Zia-ul-Haq islamise en profondeur la société en s'inspirant de la charia, tout en réprimant violemment ses opposants.
Allié des États-Unis, Zia soutient avec Ronald Reagan les moudjahidines contre l'intervention soviétique en Afghanistan et remporte un succès sur le terrain. Bien que le processus démocratique reprenne après sa mort, il laisse une marque importante sur l'histoire du Pakistan, ayant durablement accru la mainmise de l'armée sur les affaires politiques.

## Jeunesse et éducation

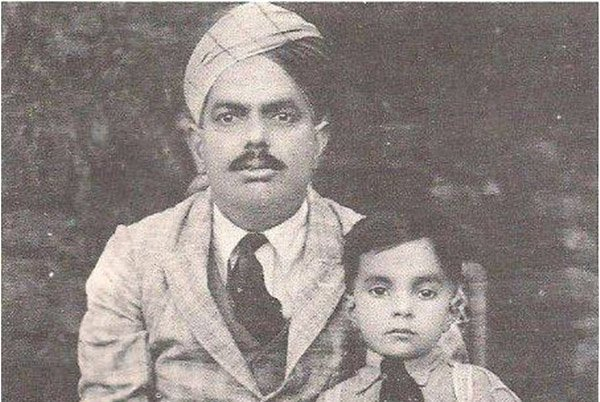
Zia et son père en 1929.

Muhammad Zia-ul-Haq est né le 12 août 1924 à Jalandhar dans l'est de la province du Pendjab, alors situé dans le Raj britannique sous domination coloniale. Il est originaire d'une famille musulmane de la classe moyenne. Professeur d'école, son père Mohammad Akbar est pieux et éduque son fils dans les traditions islamiques,.
Après avoir terminé son éducation secondaire dans un lycée de Shimla, Zia-ul-Haq fait ses études au collège Saint-Étienne de l'université de Delhi où il obtient un Honours degree. Il y est notamment remarqué pour sa dévotion religieuse alors qu'il offre des prières à ses camarades,.
En 1950, Zia-ul-Haq épouse Shafiq Zia (1931-1996). Le couple aura cinq enfants : deux garçons, Anwar-ul-Haq (né en 1950) et Mohammed Ijaz-ul-Haq (né en 1953), ainsi que trois filles, Zian née en 1972, Rubina et Quratulain. Ijaz-ul-Haq entamera une carrière politique et sera ministre dès 1990.

## Carrière militaire

### Ascension
Zia-ul-Haq commence sa carrière militaire sous le Raj britannique. Il reçoit sa première affectation le 12 mai 1943 auprès de l'armée indienne britannique, au sein du 25e  régiment de cavalerie. Dans le contexte de la Seconde Guerre mondiale, il est envoyé au front en Birmanie, Malaisie et Indonésie, notamment dans le cadre de la campagne de Birmanie. Après la partition des Indes en 1947, il rejoint le Pakistan et sa famille doit quitter sa ville natale, qui se retrouve en Inde, pour se réfugier au Pendjab pakistanais. Il intègre immédiatement la nouvelle armée pakistanaise avec le rang de major, et continue sa formation d'officier à Quetta.
En 1962, il gagne les États-Unis dans le but de poursuivre sa formation au sein du Command and General Staff College à Fort Leavenworth, qu'il complète en 1964. Au cours de sa carrière, il commande plusieurs unités : neuf brigades motorisées, une division de blindés et deux corps de l'armée. Lors de la deuxième guerre indo-pakistanaise de 1965, il est assistant quartier-maitre de la 101e division d’infanterie. Entre 1967 et 1970, il est conseiller auprès de l'armée royale jordanienne, notamment dans le cadre de Septembre noir où il aide à lutter contre une tentative de renversement du pouvoir royal. Il sera notamment décoré en récompense par le roi Hussein,. Il participe aussi à la guerre de 1971 au Pakistan oriental. En 1975, il devient commandant du corps d'armée de Multan, sa position la plus élevée avant de devenir chef de l'armée. C'est à cette occasion qu'il rencontre le Premier ministre Zulfikar Ali Bhutto et lui témoigne de sa loyauté.

### Chef de l'armée

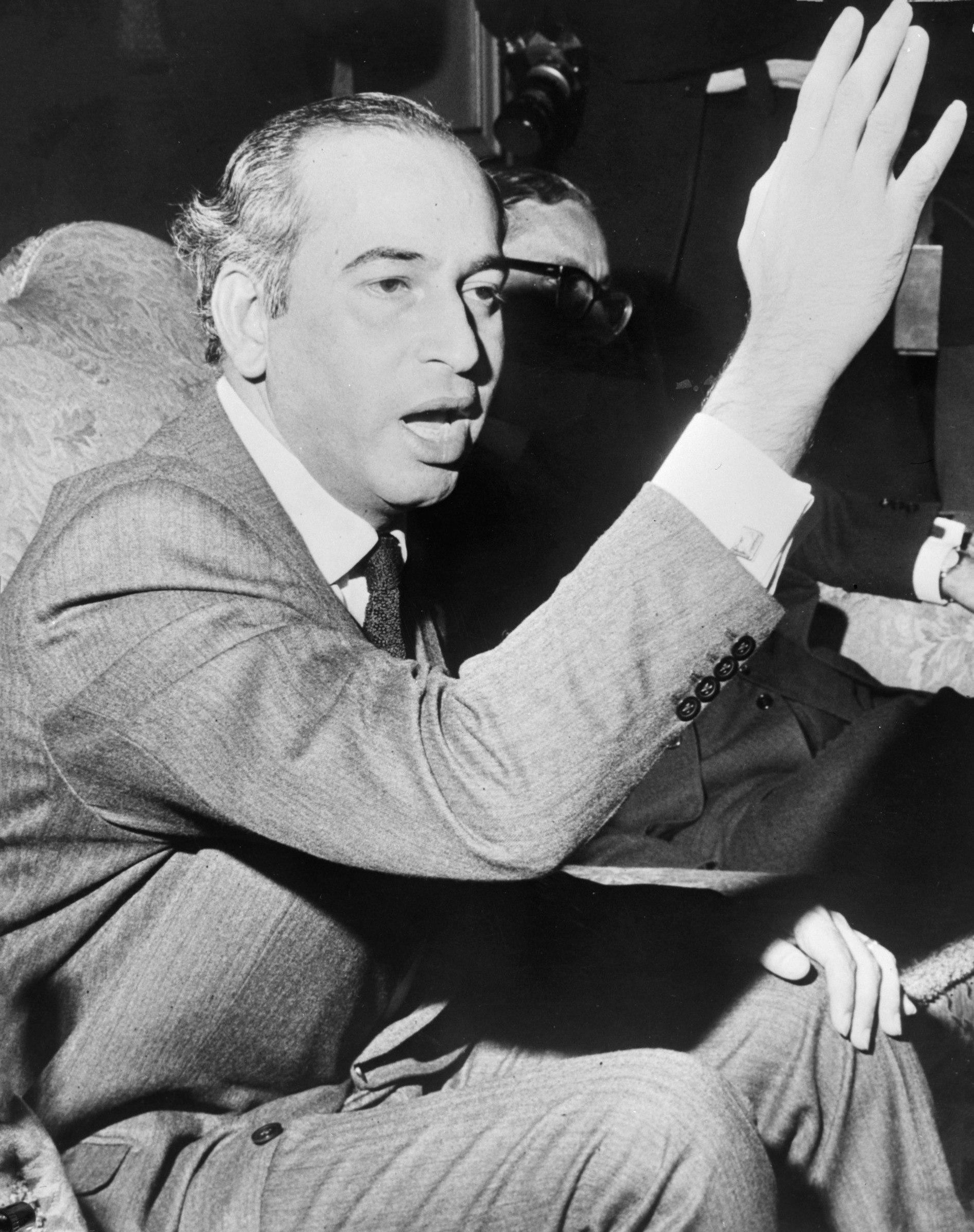
Zulfikar Ali Bhutto en 1971.

Tikka Khan, le chef de l'armée nommé par Zulfikar Ali Bhutto et qui lui était resté fidèle, prend sa retraite définitive en mars 1976. Le Premier ministre est conscient de l'importance de son choix, tant l'armée dispose d'un pouvoir politique important depuis les années 1950. Au pouvoir, Ali Bhutto a d'ailleurs réussi à imposer son autorité sur l'armée comme aucun dirigeant civil avant lui, en reprenant en main les dossiers stratégiques nucléaire et diplomatique notamment. 
Le 1er mars 1976, Ali Bhutto nomme Zia-ul-Haq chef de l'armée en ignorant le rang supérieur et l'ancienneté de nombreux officiers, puisqu'il est même le plus jeune lieutenant général. En procédant ainsi, Ali Bhutto espère obtenir sa fidélité, convaincu par sa piété, la loyauté qu'il lui a témoignée et son dévouement au pouvoir pakistanais. Il pense également percevoir chez lui une faible politisation et une ambition modérée. Zia-ul-Haq était le second choix de Bhutto, mais son premier s'est retrouvé impliqué dans un scandale qui a conduit à son exclusion. Le militaire a notamment réussi à convaincre Bhutto de sa fidélité après l'avoir rencontré à Multan, où il lui a juré la loyauté des forces armées.
Au poste de chef de l'armée, Zia-ul-Haq se rapproche des milieux islamistes et notamment de la Jamaat-e-Islami. Il distribue notamment un livre de son fondateur Maududi à des officiers et cherche à l'inclure au sein des programmes de formation militaire.

## Au pouvoir

### Coup d’État
À la suite des élections législatives du 7 mars 1977, Zulfikar Ali Bhutto est largement accusé de fraudes électorales qui provoquent une crise politique. L'opposition hétéroclite mène alors un mouvement de protestations et les islamistes de la Jamaat-e-Islami sont particulièrement mobilisés. Le pouvoir choisit dans un premier temps la répression, et décrète la loi martiale le 22 avril. Zia-ul-Haq soutient d'abord le pouvoir civil, mais ce dernier se retrouve de plus en plus isolé, notamment quand la justice annule la loi martiale le 2 juin. Le 15 juin, des négociations entre Bhutto et l'opposition aboutissent à un accord pour de nouvelles élections en octobre mais les modalités du scrutin restent source de litiges,.
Muhammad Zia-ul-Haq mène son coup d’État dans la nuit du 4 au 5 juillet, sous le nom de code « opération fair play ». Il prend sa décision après avoir consulté les commandants des onze corps d'armée et s'être assuré de leur loyauté. Il fait notamment arrêter des personnalités politiques du pouvoir comme de l'opposition, dont le Premier ministre Bhutto. La loi martiale est de nouveau instaurée et la Constitution suspendue. Alors que le putsch est mené sans violence, le général Zia se pose alors comme arbitre et seul à même de résoudre la crise politique, dénonçant l’incompétence des hommes politiques dans leur ensemble. Il déclare même lors d'une allocution télévisée le 1er septembre que « l'unité de ce pays peut être maintenue par les forces armées, non par des hommes politiques ». Il prend le titre de « chef de l'administration de la loi martiale » (Chief Martial Law Administration), ce qui le place à la tête du pouvoir exécutif. Il n'affiche alors aucune ambition politique claire et promet même des élections sous trois mois.
Zia fait cependant rapidement libérer Ali Bhutto, espérant qu'il sera défait lors des élections. Toutefois, le meneur du PPP se lance immédiatement dans une tournée de campagne et réunit des foules importantes en critiquant le pouvoir militaire et dénonçant la trahison de Zia-ul-Haq. Le 3 septembre, il est de nouveau arrêté par les militaires, sous le coup de l'accusation d'un meurtre remontant à 1974 et d'une enquête sur les fraudes électorales de 1977. Zia déclare de plus qu'un nouveau scrutin ne pourra être tenu avant que la justice ne se soit prononcée sur les charges criminelles pesant sur Bhutto, mettant un terme à la transition politique promise. Il sera condamné à mort puis pendu le 4 avril 1979, Zia-ul-Haq refusant d'exercer son droit de grâce, malgré de nombreux appels internationaux en ce sens, notamment de la part des États-Unis, de la France et de l'URSS,.

### Président de la République

#### Politique intérieure et présidentialisation

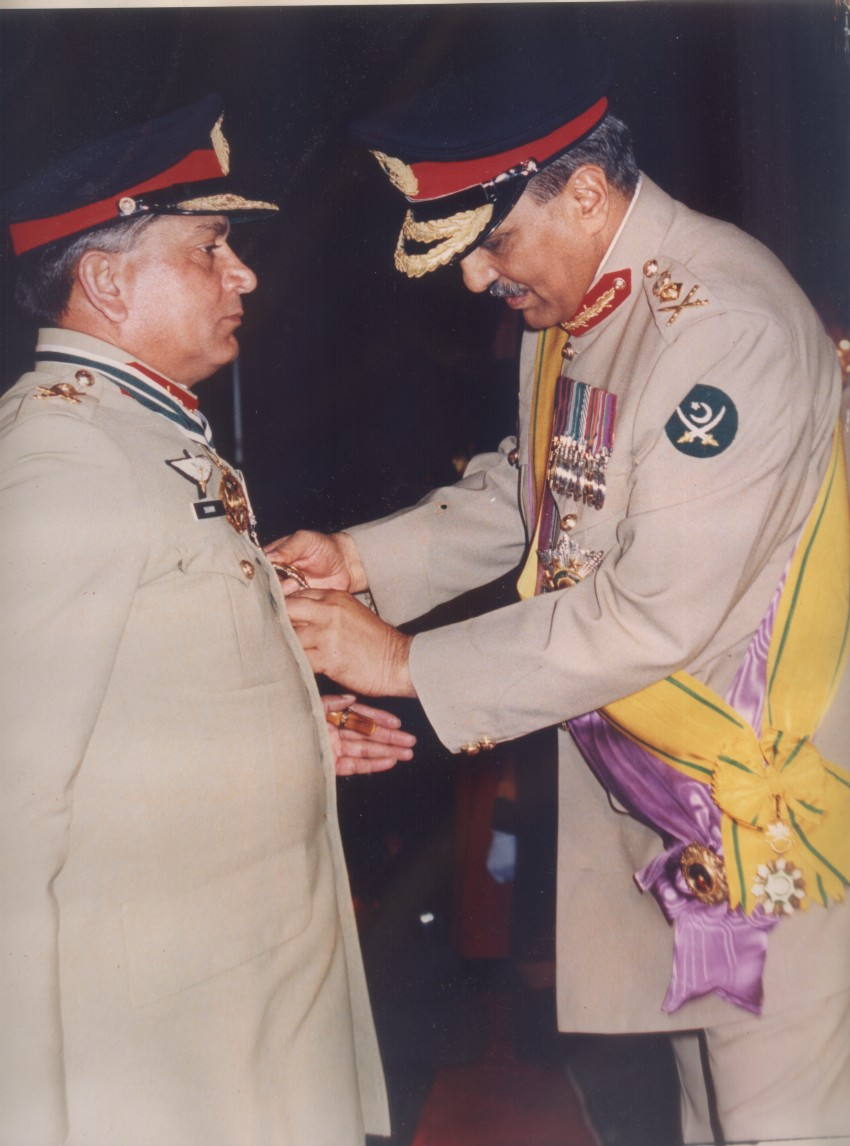
Le général Zia remettant une décoration au général Shamim Alam Khan.

Au pouvoir, Zia-ul-Haq va davantage militariser le pouvoir que son prédécesseur putschiste, Ayub Khan. La loi martiale sera en effet en application jusqu'en 1985 et il administre le pays en plaçant des généraux à la tête des provinces. Un conseil exécutif de cinq personnes est mis en place en guise de gouvernement, composé de trois militaires et deux civils, dont Ghulam Ishaq Khan. Une autre instance est créée en janvier 1978 pour contrôler les administrations publiques, avec là aussi des militaires et civils dévoués à Zia. Il met toutefois en place en juillet 1978 un gouvernement composé d'hommes politiques, dont certains issus de partis de l'ancienne opposition à Bhutto, comme la Ligue musulmane du Pakistan (F).
Zia-ul-Haq s'autoproclame président de la république le 16 septembre 1978 mais n'organise un plébiscite que bien plus tard, le 19 décembre 1984, dans le but de lui donner un début de légitimité démocratique. Ce plébiscite est boycotté par l'opposition et les observateurs doutent des résultats officiels : 98 % d'approbation avec 62 % de participation. La question posée à la population portait sur la politique d'islamisation mais Zia considère que le vote lui attribue à compter de cette date un mandat de cinq ans à la tête du pays,. 
Le 23 février 1985, Zia-ul-Haq organise des élections législatives interdites aux partis politiques et celles-ci, de nouveau boycottées par l'opposition, sont surtout remportées par des grands propriétaires terriens ainsi que des chefs tribaux ou religieux. Peu après, Zia restaure en mars 1985 la Constitution de 1973 tout en y ajoutant d'importants pouvoirs pour le président : dissolution de l'Assemblée nationale, démise du gouvernement et nomination des hauts postes. 
Le 24 mars 1985, Zia nomme Muhammad Khan Junejo Premier ministre. Les deux hommes vont cependant entrer en conflit, Junejo cherchant notamment à réduire la répression et le budget de l'armée. Ils deviennent irréconciliables après l'explosion d'Ojhri du 10 avril 1988 pour laquelle Junejo tente de diligenter une enquête et surtout après les accords de Genève signés par le gouvernement le 14 avril sans l'approbation de Zia. De plus, les députés demandent à Zia de cesser de cumuler son poste de président avec celui de chef de l'armée. En réaction, Zia démet le gouvernement qu'il accuse de corruption et dissout toutes les assemblées le 18 mai 1988, peu de temps avant sa mort.

#### Islamisation
Alors que le système pakistanais était jusqu'ici resté modérément religieux, les références à l'islam étant surtout symboliques, Zia-ul-Haq entend islamiser en profondeur la société. En mal de légitimité démocratique et opportuniste, il cherche ainsi à s’attribuer une légitimité religieuse, lui-même étant par ailleurs profondément pieux et proche des deobandis. Dès le 9 février 1979, il met en place les ordonnances Hudood, six textes visant à intégrer le droit pénal musulman dans le droit positif, en s'inspirant de la charia. Les relations hors-mariages sont interdites et peuvent conduire à la flagellation, l'adultère à la lapidation et le vol à l'amputation. L'alcool est interdit pour les musulmans et des juridictions religieuses sont mises en place,. En 1986, il promulgue la loi sur le blasphème qui proscrit notamment toute critique de Mahomet ou du Coran. Toutefois, ces textes seront peu appliqués et les peines les plus lourdes jamais exécutées, hormis la flagellation,.
Zia-ul-Haq étend également l'islamisation à de nombreux autres secteurs, en s'appuyant sur les mollahs et le Conseil de l'idéologie islamique. Il met en place un système bancaire islamique, instaure l'aumône obligatoire en 1980, oblige les femmes à se voiler à la télévision, favorise les écoles coraniques et les diplômes religieux. Zia-ul-Haq s’appuie sur les partis religieux, notamment la Jamaat-e-Islami et son large réseau de militants. Il est cependant entré en conflit avec les mollahs sur plusieurs points, ceux-ci s'opposant notamment au contrôle étatique sur les écoles religieuses, y voyant une atteinte à leur autonomie. Zia a aussi largement remanié le Conseil de l'idéologie islamique après que celui-ci eut refusé de déclarer le système électoral anti-islamique. Il s'appuie sur une décision ultérieure du conseil pour interdire les partis politiques aux élections.

#### Répression
Zia met en place la répression la plus sévère jamais connue dans le pays. La censure de la presse est systématique jusqu'en 1982 mais devient plus sélective à compter de cette date. De nombreuses organisations étudiantes et syndicales sont interdites et la charte des droits fondamentaux est suspendue. Toutefois, à la différence du régime d'Ayub Khan, les partis politiques ne sont pas interdits mais soumis à une procédure d'enregistrement stricte, que beaucoup refusent de suivre. Zia introduit dans la loi martiale l'interdiction de critiquer les forces armées ou de mener des activités politiques.
L'opposition au régime militaire est surtout conduite par la famille Bhutto, qui conserve la tête du Parti du peuple pakistanais. Si les deux fils de l'ancien Premier ministre, Murtaza et Shahnawaz, partent à l'étranger pour monter une résistance armée, sa veuve Nusrat et sa fille Benazir mènent une lutte politique non-violente. Les deux femmes seront emprisonnées plusieurs fois pour avoir conduit des rassemblements politiques. En février 1981, elles fondent avec d'autres partis d'opposition le Mouvement pour la restauration de la démocratie. Celui-ci parvient à rassembler des foules importantes, surtout dans le Sind, et le mouvement prend plus d'ampleur à partir de 1986. En réponse, Zia-ul-Haq instaure une violente répression : près de 20 000 personnes sont emprisonnées, la torture est régulièrement pratiquée et quelque 1 200 opposants sont tués en prison ou abattus lors de manifestations,.

#### Mesures économiques et sociales

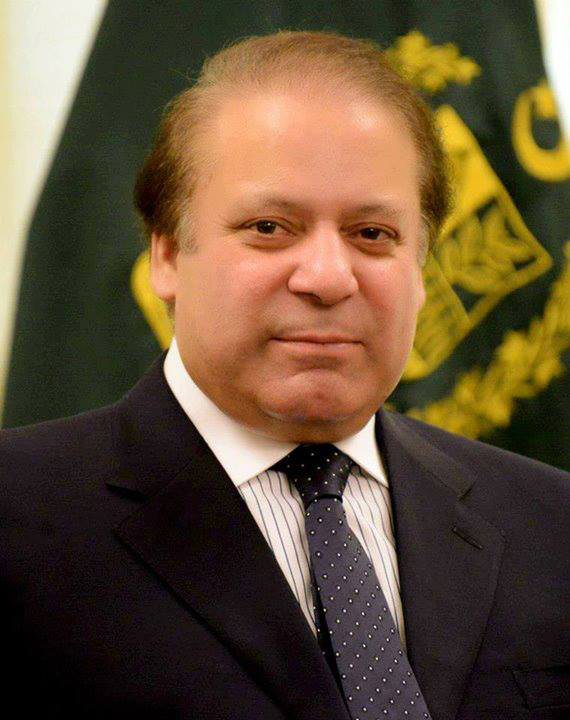
Nawaz Sharif a commencé sa carrière politique sous Zia.

Au pouvoir, Zia-ul-Haq tranche avec la politique économique socialiste de son prédécesseur Zulfikar Ali Bhutto. Le général revient sur certaines nationalisations et introduit une politique de privatisation, notamment des unités agro-industrielles passées sous contrôle de l’État en 1976. Cette politique est toutefois restée limitée, l’État préférant garder le contrôle sur certains secteurs stratégiques. Elle a surtout été conduite de manière opaque et arbitraire, notamment en fonction des acteurs qui ont soutenu le régime. C'est notamment le cas pour le groupe Ittefaq, dont l'un des propriétaires Nawaz Sharif deviendra ministre en chef du Pendjab en 1985. 
Zia-ul-Haq est crédité d'un bilan économique plutôt favorable. La croissance économique s'établit à 6,6 % par an en moyenne sous son régime, et est surtout forte durant les cinq premières années (7,6 % par an), grâce à un fort développement de l'industrie. Les exportations augmentent de près de 60 % sur la décennie, surtout grâce au coton et au textile. Cette performance est aussi favorisée par la hausse des envois de fonds des expatriés pakistanais, plus nombreux dans les pays du Golfe grâce aux bonnes relations avec l'Arabie saoudite. Ils comptent en effet pour 10 % du PIB en 1982 contre 4 % en 1976. Toutefois, la croissance ralentit à 4,9 % par an sur la période 1983-1988, du fait du tarissement de cette source de revenus et de la hausse de la dette extérieure notamment. Les progrès dans l'éducation et la santé sont par ailleurs modestes, l'espérance de vie et la scolarisation primaire augmentant très peu. La petite bourgeoisie commerçante ainsi que la classe moyenne inférieure figureront parmi les gagnants de cette période et constitueront une base de soutien durablement conservatrice.

#### Politique militaire et nucléaire
Durant toute sa période au pouvoir, Zia-ul-Haq cumule son rôle de chef de l’État avec celui de chef de l'armée. Plus encore qu'Ayub Khan, il institutionnalise le rôle des militaires et augmenter durablement leur emprise politique. Pour ce faire, il octroie une autonomie financière à l'armée grâce à des fonds spéciaux gérés par les généraux et à un tissu d'entreprises publiques et privées mises au service des militaires. Zia-ul-Haq attribue également des faveurs aux officiers supérieurs, comme l'appropriation de biens immobiliers et de 180 000 hectares de terres agricoles pour 5 538 militaires,. Il nomme aussi de nombreux militaires au sein de la haute fonction publique. De plus, Zia étend la compétence des juridictions militaires qui rendent des jugements passibles de la peine de mort, sans avocat pour les accusés, sans appel possible et sans publicité des décisions. 
Zia-ul-Haq continue le développement nucléaire militaire entamé dans les années 1970 par Zulfikar Ali Bhutto. Il adopte toutefois une stratégie plus discrète que son prédécesseur et affirme ne pas chercher à obtenir l'arme atomique, promesse qu'il adresse personnellement au président américain Ronald Reagan en 1982. C'est pourtant sous son régime que le programme atteint ses ambitions : le seuil d'enrichissement permettant une qualité militaire est franchi en 1985.
Dès 1986, le pays dispose de suffisamment de matières fissibles pour créer une bombe et, dès l'année suivante, il aurait été en mesure d'effectuer ses premiers tests. Aux États-Unis, la Defense Intelligence Agency s'inquiète de l'avancée du programme en 1986, mais Reagan assure le Congrès des États-Unis, qui menace le Pakistan de sanctions, que le pays ne dispose pas la bombe. En mars 1988, le New York Times rapporte que le Pakistan dispose déjà de quoi élaborer six bombes et pourrait en assembler rapidement si une telle décision politique devait être prise. Pour le Washington Post, l'aide pakistanaise en Afghanistan était plus importante pour l'administration Reagan que la lutte contre la prolifération nucléaire.

#### Relations internationales et conflit afghan

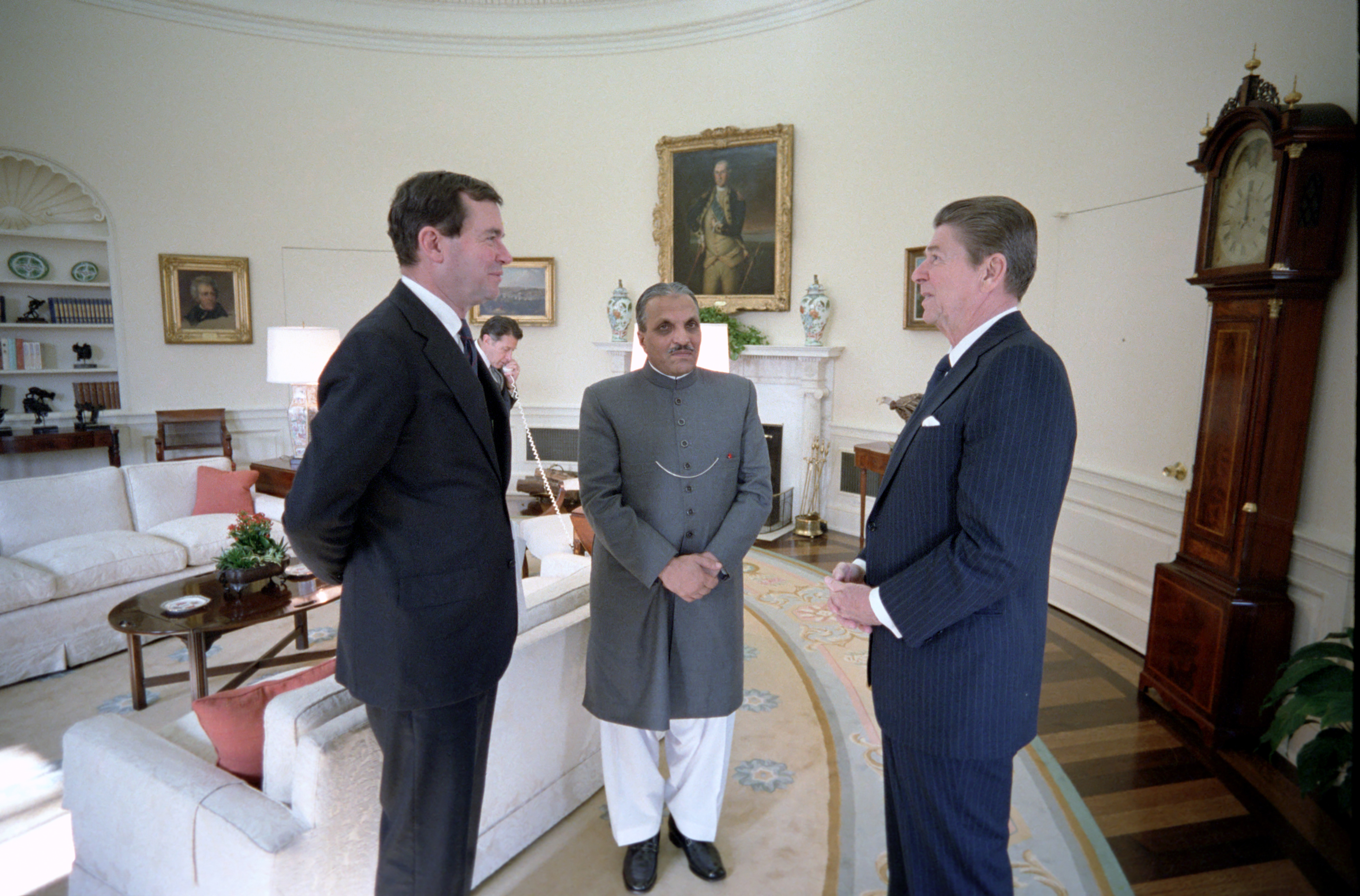
Zia-ul-Haq à la Maison-Blanche avec Ronald Reagan en 1982. Face au président se tient William Patrick Clark, son conseiller à la sécurité nationale ; à l'arrière-plan, au téléphone, le secrétaire à la Défense Caspar Weinberger.

Zia-ul-Haq doit dans un premier temps faire face aux condamnations internationales de son coup d’État et les appels à la clémence pour Zulfikar Ali Bhutto, qu'il ignore. Les réactions sont toutefois peu énergiques, même si les États-Unis réduisent leur aide militaire envers le pays en 1979 en raison de son développement nucléaire. L'intervention soviétique en Afghanistan le 24 décembre 1979 va radicalement changer la donne alors que Zia augmente considérablement l'aide aux insurgés moudjahidines contre les communistes afghans et les Soviétiques. Il cherche ainsi à contrer le nationalisme pachtoune qui pourrait remettre en cause l'intégrité territoriale du Pakistan et érige l'islam en opposition au communisme. Le président américain Jimmy Carter décide alors d'augmenter l'aide américaine au pays. 
Avec leur expérience du clientélisme tribal, les services pakistanais favorisent les groupes armés issus de l’ethnie majoritaire pachtoune et pronant un islam fondamentaliste. Il ne s’agit pas, pour le régime de Zia, de reconstituer un Afghanistan unifié et souverain mais d’exercer un contrôle indirect sur les régions pachtounes, qui pourraient s’avérer utiles dans l'hypothèse d'un conflit futur avec l’Inde. 
Cherchant un appui américain plus fort, Zia passe par l'entremise de personnalités influentes comme Charles Wilson ou Joanne Herring, entretenant une relation étroite avec cette dernière. Après l'élection de Ronald Reagan en 1980, les relations entre les deux pays sont idylliques, le Pakistan étant essentiel à la politique américaine de containment. L'administration Reagan intensifie l'aide militaire qui atteint plus de sept milliards de dollars au total. Passant notamment par les services secrets de l'ISI, les deux pays favorisent l'arrivée de combattants étrangers et arment massivement les moudjahidines. Ces derniers obtiendront la victoire contre les Soviétiques qui se retirent à la suite des accords de Genève le 14 avril 1988. Le politologue français Christophe Jaffrelot voit le soutien américain, qu'il qualifie de « sans faille », comme décisif dans le maintien au pouvoir du général Zia et, selon Asif Ali Zardari, le régime répressif de Zia a été ainsi soutenu à bout de bras par les puissances occidentales.
Par ailleurs, Zia-ul-Haq renforce la coopération militaire avec l'Arabie saoudite et poursuit l'alliance avec la Chine populaire. En août 1982, la Chine et le Pakistan s'accordent pour ouvrir le col de Khunjerab puis signent de nouveaux accords commerciaux quelques mois plus tard. En septembre 1986, les deux pays établissent même une coopération nucléaire civile. Zia tente également un dialogue avec l'Inde en recevant le Premier ministre Atal Bihari Vajpayee en février 1978. Il se rend en Inde en 1985 et 1987, et tente d'obtenir la dénucléarisation de l'Inde en échange de l'arrêt du programme pakistanais.

## Mort

### Crash aérien

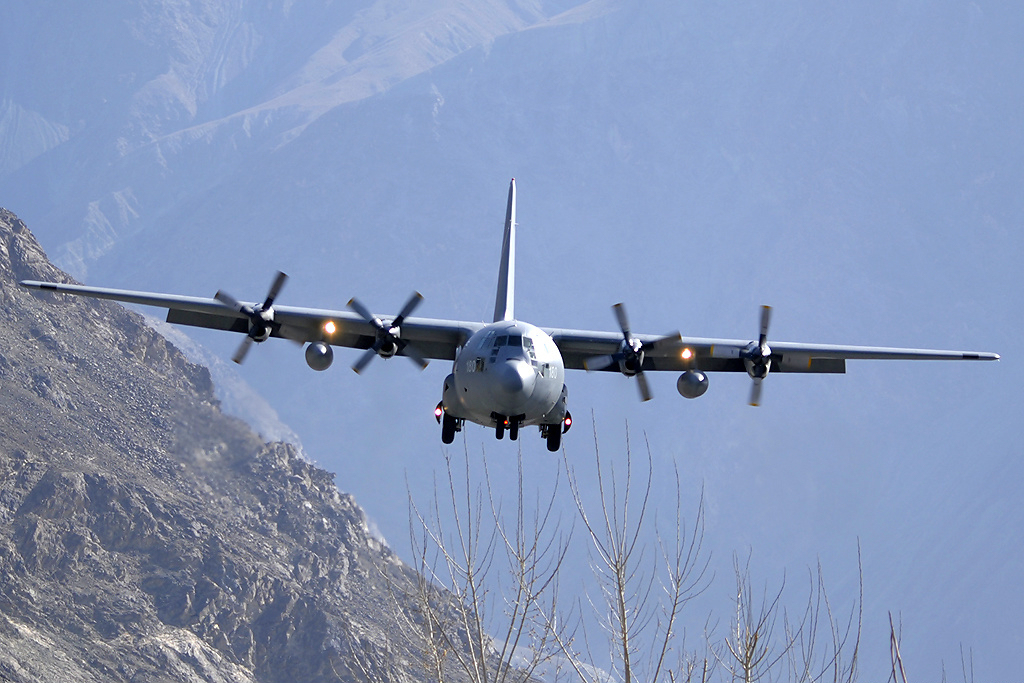
Un Lockheed C-130 Hercules similaire à celui impliqué dans le crash où Zia mourut.

Durant l'été 1988, le pays connaît une crise politique : Zia-ul-Haq a démis son Premier ministre Muhammad Khan Junejo et a dissous les assemblées, appelant à des élections anticipées de nouveau sur des bases non-partisanes, comme en 1985. Le 17 août 1988, le président se rend à un défilé de chars à Bahawalpur et repart à bord d'un avion militaire pakistanais de fabrication américaine, un Lockheed C-130 Hercules, à destination de Rawalpindi. Celui-ci s'écrase près de dix minutes après son décollage de la base militaire vers 16 h 30, tuant tous ses occupants. La trentaine de victimes inclut des généraux pakistanais, l'attaché militaire en chef des États-Unis et l'ambassadeur américain au Pakistan Arnold Lewis Raphel,.
Le président du Sénat Ghulam Ishaq Khan prend immédiatement la présidence par intérim, comme le veut la Constitution. Il décrète l'état d'urgence et annonce dix jours de deuil national ainsi que des funérailles d’État. Le président américain Ronald Reagan présente ses condoléances pour la mort de Zia et loue son « dévouement pour la paix régionale ». Ses funérailles le 19 août réunissent près d'un million de personnes à Islamabad et il est enterré dans le jardin de la mosquée Faisal.

### Conséquences

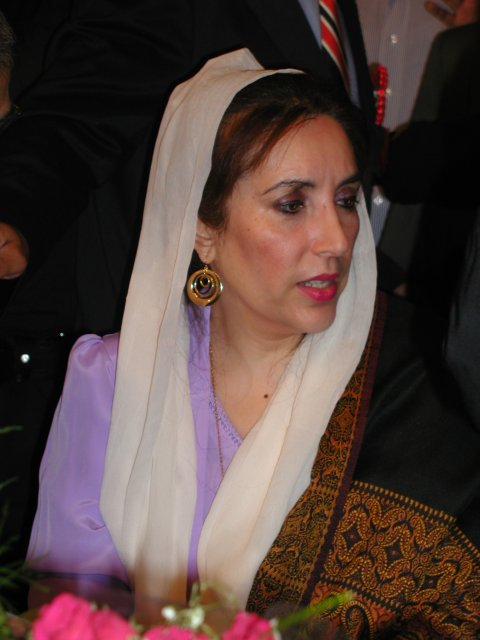
Benazir Bhutto en 2004.

Le régime instauré par Zia-ul-Haq ne survit pas à sa mort. Les postes de chef de l’État et de chef de l'armée se trouvent immédiatement dissociés, Ghulam Ishaq Khan lui succédant en tant que président par intérim et Mirza Aslam Beg en tant que chef de l'armée. L’armée choisit de poursuivre le processus électoral et laisse les civils reprendre en main le gouvernement. De plus, la cheffe de l'opposition Benazir Bhutto obtient satisfaction devant la Cour suprême qui autorise les partis politiques à se présenter aux élections législatives du 16 novembre 1988. Celles-ci sont remportées par le Parti du peuple pakistanais et Bhutto devient Première ministre le 2 décembre, alors qu'elle était la figure de proue de l'opposition à Zia. 
À l'occasion de ces élections, les héritiers conservateurs ou islamistes de Zia se trouvent au sein de l'Alliance démocratique islamique, bien que celle-ci rassemble aussi des personnalités plus critiques envers le dirigeant militaire, comme Junejo. Cette coalition arrive au pouvoir en 1990 à la faveur d'élections anticipées et Nawaz Sharif, un ancien protégé de Zia, devient Premier ministre et la figure de l'aile conservatrice. Le fils du dictateur Ijaz-ul-Haq va entamer une carrière politique à ses côtés, et même fonder en 2002 la marginale Ligue musulmane du Pakistan (Z) (la dernière lettre est une référence à son père).

### Enquête
Aucune enquête n'a pu clairement élucider les causes du crash, entre accident ou attentat. Immédiatement après le crash, des officiers du Pentagone évoquent quatre hypothèses : sabotage, tir de missile, défaillance mécanique ou collision dans le ciel. Ghulam Ishaq Khan annonce rapidement qu'un sabotage ne peut pas être exclu. Un comité d'enquête pakistano-américain est mis sur pied pour identifier les causes du crash et six enquêteurs américains arrivent sur place le 22 août. Un rapport est remis au président Ishaq Khan le 16 octobre et conclut à un « sabotage probable » après avoir éliminé le tir de missile, la panne d'un moteur et la défaillance d'un circuit électrique ou hydraulique. L'enquête relève notamment des traces suspectes de PETN, un puissant explosif. Une partie de ce rapport n'est toutefois pas rendue publique. Selon une information révélée par The Times en 2008, un laboratoire américain aurait à l'époque détecté de « larges contaminations » des gouvernes de profondeur de l'avion par du cuivre et de l'aluminium, ce qui aurait pu conduire à une perte de contrôle.
Surtout, aucune preuve n'a jamais pu être apportée sur les auteurs de ce potentiel sabotage. Des conspirations étrangères ont été avancées, venant des États-Unis, de l'Union soviétique ou de l'Inde surtout. Plusieurs officiers militaires cités par le journal pakistanais Dawn notent de la part des Américains une nonchalance dans la conduite de l'enquête. Si le général Zia a été un allié solide de l'administration Reagan pour la guerre en Afghanistan, le journal estime que des dissensions ont pu apparaître à propos du développement nucléaire ou de la gestion post-soviétique du dossier afghan. Le journal note enfin que les hypothèses indiennes ou soviétiques sont principalement accréditées par les relations exécrables de ces deux puissances avec le Pakistan. 
Une conspiration au sein de l'armée pakistanaise est régulièrement évoquée. Le fils de Zia Mohammed Ijaz-ul-Haq a accusé Mirza Aslam Beg, le no 2 de l'armée et successeur de Zia à la tête de celle-ci, d'en être l'instigateur. En 2011, un rapport datant de 1991, produit par une commission d'enquête supervisée par le juge Shafi–ur–Rehman, est partiellement déclassifié et contient de nombreuses informations selon lesquelles l'armée, alors dirigée par Aslam Beg, aurait tenté de faire obstruction à l'enquête,.

## Héritage et postérité

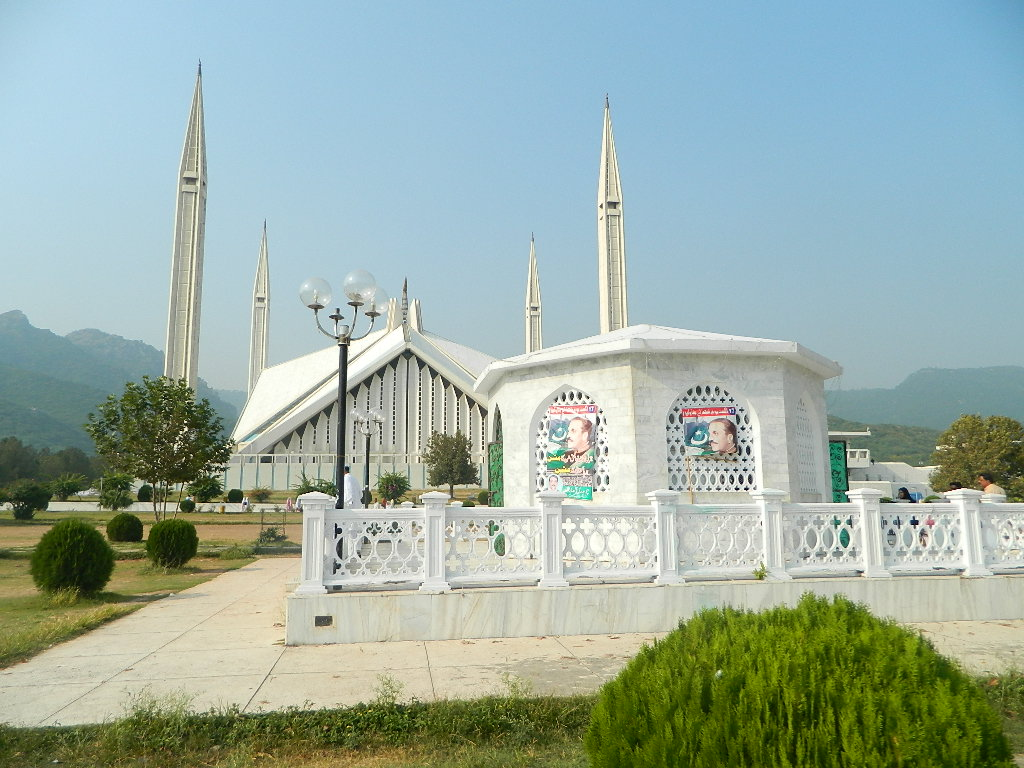
Le mausolée de Zia-ul-Haq et la mosquée Faisal en fond.

Zia-ul-Haq est resté à la tête du Pakistan durant onze années, ce qui en fait le dirigeant du pays le plus longtemps au pouvoir, surpassant Muhammad Ayub Khan de sept mois. C'est une personnalité restée très clivante parmi les Pakistanais, suscitant soit l'admiration, soit la haine. Sa longévité est notamment due à son habileté politique, à sa conduite impitoyable des affaires ainsi qu’à son talent pour convaincre et charmer ses interlocuteurs tout en se faisant sous-estimer,. Mais, pour le quotidien britannique The Independent, c'est avant tout l'invasion soviétique de l'Afghanistan qui a sauvé son régime, tant il était devenu essentiel à la politique d'endiguement du communisme. 
À la tête du régime le plus oppressif qu'a connu le Pakistan, Zia-ul-Haq marque profondément le pays, allant jusqu'à changer durablement la nature du régime politique. Le pouvoir de l'armée s'est ainsi retrouvé largement renforcé et les militaires conserveront leurs privilèges et leur mainmise sur certains dossiers, notamment le budget de l'armée ainsi que les dossiers nucléaires et diplomatiques. Surtout, l'armée est quasiment seule à décider de la politique envers l'Afghanistan et le Cachemire. De plus, le renforcement des pouvoirs présidentiels qu'il a mis en place sera en partie à la source de la fragilité démocratique de la décennie suivante : l'amendement de 1985 servant à renverser un Premier ministre élu sera utilisé trois fois entre 1990 et 1996. 
Zia est également responsable d'une collusion durable entre les milieux islamistes et militaires. L'islamisation introduite par Zia ne sera que peu remise en question et elle aurait contribué à durcir la pratique islamique du pays. Seule la loi de protection des femmes de 2006 annule certaines des mesures islamistes de Zia, mais la loi sur le blasphème reste quasiment incritiquable. Pour le militant des droits humains Ibn Abdur Rehman, « les Pakistanais aujourd'hui ne vivent pas dans le pays imaginé par Muhammad Ali Jinnah [père de la nation], mais dans celui dessiné par Muhammad Zia-ul-Haq ».
Dans le film Mission Majnu (en) (2023), il est interprété par l'acteur Ashwath Bhatt (en).